# Temporada 2008 do Clube Atlético Juventus
Este artigo se refere à campanha do Clube Atlético Juventus em 2008. O Clube Atlético Juventus é um tradicional clube da cidade de São Paulo. Para o artigo completo sobre o clube, visite Clube Atlético Juventus.

## Campeonato PaulistaSérie A-1
O Juventus terminou o Campeonato Paulista de 2008 na 17ª colocação, sendo rebaixado para a Campeonato Paulista Série A2. A equipe terminou a competição com 19 pontos em 19 jogos (4 vitórias, 5 empates e 10 derrotas), e a seguinte campanha:
- 16/01 - 16:00(GMT-0200) Juventus  1 x 1  Noroeste
- 20/01 - 18:10(GMT-0200) Marília  4 x 0  Juventus
- 24/01 - 19:30(GMT-0200) Juventus  3 x 1  Santos
- 27/01 - 18:10(GMT-0200) Sertãozinho  3 x 0  Juventus
- 30/01 - 16:00(GMT-0200) Juventus  3 x 2  Portuguesa Desp
- 02/02 - 20:30(GMT-0200) São Caetano  0 x 3  Juventus
- 07/02 - 21:45(GMT-0200) Ponte Preta  5 x 2  Juventus
- 10/02 - 11:00(GMT-0200) Juventus  0 x 0  Gr Barueri
- 16/02 - 16:00(GMT-0200) Juventus  0 x 4  Palmeiras
- 21/02 - 19:30(GMT-0300) Mirassol  2 x 0  Juventus
- 24/02 - 11:00(GMT-0300) Juventus  0 x 1  Guaratinguetá
- 01/03 - 18:10(GMT-0300) Ituano  0 x 0  Juventus
- 08/03 - 16:00(GMT-0300) Rio Claro  1 x 0  Juventus
- 12/03 - 15:00(GMT-0300) Juventus  2 x 1  Paulista
- 15/03 - 16:00(GMT-0300) Corinthians  2 x 2  Juventus
- 23/03 - 18:10(GMT-0300) Bragantino  3 x 2  Juventus
- 26/03 - 15:00(GMT-0300) Juventus  0 x 1  Rio Preto
- 29/03 - 15:00(GMT-0300) Juventus  2 x 2  Guarani
- 06/04 - 16:00(GMT-0300) São Paulo  3 x 1  Juventus

## Copa Federação Paulista de Futebol
- 20/07 - 11:00(GMT-0300) Bragantino 0 x 0 Juventus
- 27/07 - 10:00(GMT-0300) Juventus 3 x 1 AA Portuguesa
- 03/08 - 11:00(GMT-0300) Juventus 1 x 3 Santo André
- 06/08 - 15:00(GMT-0300) Nacional 4 x 5 Juventus
- 10/08 - 11:00(GMT-0300) Juventus  1 x 1 São José EC
- 17/08 - 11:00(GMT-0300) Flamengo 2 x 2 Juventus
- 24/08 - 11:00(GMT-0300) Juventus 4 x 2 São Bernardo
- 31/08 - 11:00(GMT-0300) Juventus 0 x 2 Bragantino
- 07/09 - 11:00(GMT-0300) AA Portuguesa 1 x 0Juventus
- 14/09 - 11:00(GMT-0300) Santo André 0 x 0 Juventus
- 17/09 - 15:00(GMT-0300) Juventus 1 x 0 Nacional
- 20/09 - 19:00(GMT-0300) São José EC 0 x 1 Juventus
- 28/09 - 11:00(GMT-0300) Juventus 1 x 0 Flamengo
- 04/10 - 11:00(GMT-0300) São Bernardo FC 2 x 0 Juventus
- 12/10 - 11:00(GMT-0300) Juventus 0  x 0 Sorocaba
- 15/10 - 19:30(GMT-0300) Comercial RP  2 x 2 Juventus
- 18/10 - 15:00(GMT-0300) Juventus 0  x 2 Mirassol
- 25/10 - 19:00(GMT-0200) Mirassol 4  x 3 Juventus
- 29/10 - 16:00(GMT-0200) Juventus 4  x 0 Comercial RP
- 02/11 - 11:00(GMT-0200) Sorocaba 3 x 2 Juventus